# Brahmanismus
Als Brahmanismus oder Brahmareligion wird eine frühe Religion des indischen Subkontinents bezeichnet, die auf den vedischen Schriften beruhte. Sie dominierte als religiöse Praxis Indien von ca. 800 v. Chr. bis 500 v. Chr. Die Bezeichnung geht auf Monier Monier-Williams (1883) zurück.
Jainismus und Buddhismus haben ihre Wurzeln im Brahmanismus. Der Brahmanismus wurzelte seinerseits in der vedischen Religion, sie bildete die Grundlage für die weitere religiöse Differenzierung im alten Indien. Kultische Handlungen in Form von Ritualen waren auch schon in der vedischen Zeit von wichtiger Bedeutung. Die vedische Religion unterscheidet sich stark vom späteren Hinduismus. Die Schriften der vedischen Religion sind in den Veden erhalten, deren Ursprünge wahrscheinlich ab 1500 v. Chr. als mündliche Tradition vorlagen. Der Brahmanismus wird auch als Proto-Hinduismus betrachtet.
Als philosophische Basis des Brahmanismus und der brahmanischen Kultur ist die Lehre von Atman (Seele) und Brahman (Weltseele) anzusehen, die in den Upanishaden formuliert wurde. Atman und Brahman gelten hier als wesensgleich, der Mensch müsse diese Identität jedoch erst spirituell erkennen, bevor er die Erlösung, die Moksha, erreichen kann. Wesentliche Fundamente aller indischen Religionen wurden in dieser Zeit gelegt, wie etwa die Vorstellung von Samsara, dem sich wiederholenden Kreislauf von Geburt und Tod, sowie das Gesetz des Karma.

## Lehre und Opferkult
Die Lehre wurde von den Brahmanen formuliert, die in der stratifizierten Gesellschaft die Priester und Gelehrten stellten, und von Lehrern an die Schüler weitergegeben.
Im Zentrum des Brahmanismus stehen ‚Opfer‘ oder Opferrituale, ein hochkomplexes System, das auf einem magischen Verständnis beruhte und das korrekte Ausführen in den Mittelpunkt des religiösen Geschehens rückte. Die Opferhandlungen waren in präziser Weise bis in die kleinsten Handlungssequenzen hinein bei dem Vollzug des Opfers und aller hierher gehörigen Zeremonien beschrieben worden. Die Handlung wurde von einer ‚Opferspekulation‘ durchzogen, die die zahlreichen Zeremonien zu deuten versuchte. Zur Opferspekulation trat die Mythendichtung, die durch allerlei Geschichten die Erklärung für die Entstehung der verschiedensten Zeremonien gab.
Opferrituale, die den Mittelpunkt religiösen Verständnisses bildeten, entstanden in der mittelvedischen Zeit, um 1200–850 v. Chr. Während es in frühvedischer Zeit die Götter, wie Agni, Indra und Prajapati, waren, denen sich Gläubige im Gebet oder Opfer zuwandten, entstand sukzessive eine ausgebildete, erbliche Priesterkaste, die sehr bald als unverzichtbar galt, um die Götter mittels ritueller Handlungen in Bezug auf die eigenen spirituellen Belange hin zu beeinflussen.
Keinesfalls sicher war, dass die Götter ein Opfer annahmen. Ihr Kommen musste erbeten werden, mittels bestimmter Mantras und weiteren ritueller Praktiken ließen sie sich herbeirufen, um das spirituelle Anliegen oder den Wunsch auszusprechen, auf dessen Erfüllung der Gläubige hoffte. Die zunehmende Spezialisierung und Elaboration solcher Opferrituale verschaffte den Priestern ein hohes Maß an Macht. Das Wissen um die erforderlichen Praktiken hob sie gar ihrem Anspruch nach in eine den Göttern ebenbürtige Position.
Ihre privilegierte Position schuf ferner die Möglichkeit, diese Dienstleistungen in eine Ware zu wandeln. So konnten erste Opfergebühren (dakṣiṇā) erhoben werden, in deren Folge das vedische Opfer zunehmend zu einem exklusiven Ritual wurde.
Textgeschichtlich bilden die Brahmanas die Ausgangsgrundlage, Opfer- und Ritualtexte, die die korrekte Ausführung des Opfers in den Mittelpunkt stellen. Sie enthalten in einzelnen Kapiteln die vedischen Upanishaden, welche die mechanistische Opfertechnik an vielen Stellen anzweifeln und philosophisch überwinden.
Im Brahmanismus spielten die Brahmanen als Opfer- und Ritualexperten eine zentrale Rolle. Sie waren die Mittler zwischen den Menschen und den Göttern. Bhakti, die Hingabe eines Gläubigen an seinen persönlichen Gott, wie sie später besonders im Vishnuismus praktiziert wurde, spielte hier noch keine Rolle. Die Verehrung hinduistischer Götter wie Vishnu und Shiva entwickelte sich erst später.
Mit dem Aufkommen des Buddhismus im 5. Jh. v. Chr. trat die dominante Position der Brahmanen zeitweise in den Hintergrund und der Brahmanismus verlor an Bedeutung. Die Inhalte der großen indischen Epen Ramayana, Mahabharata und hier besonders der Bhagavadgita gewannen in religiöser Hinsicht an Einfluss und erste Anzeichen der Bhakti-Bewegung sind wahrzunehmen.

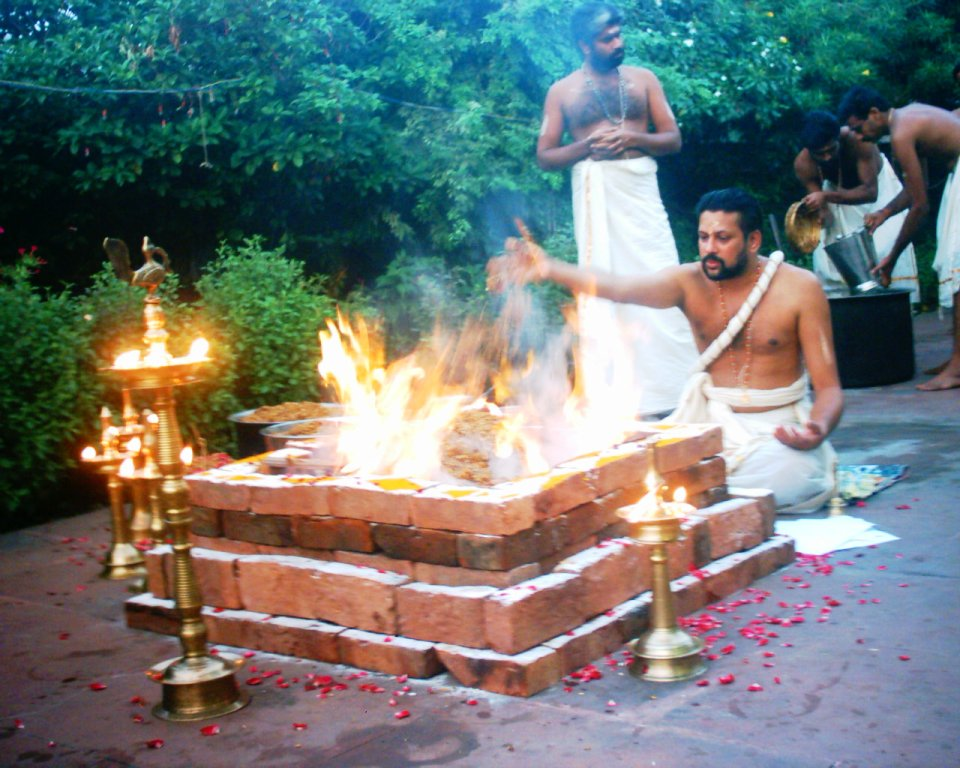
Eine Śrauta Yajna, ein vedisches Feueropferritual, wird von Brahmanen in Kerala, Südindien, durchgeführt.